# Jos de Gruyter
Josyah Willem de Gruyter (Singapore (Straits Settlements), 28 augustus 1899 – Amsterdam, 30 juli 1979), ook bekend als Willem Josyah de Gruyter en zich noemend W. Jos. de Gruyter, was een Nederlandse kunstcriticus en museumdirecteur.

## Leven en werk
Jos de Gruyter bracht de eerste tien jaar van zijn leven door in Singapore en Nederlands-Indië, waar zijn vader een functie vervulde bij de BPM. In 1909 verhuisde het gezin De Gruyter naar Haarlem, waar Jos het lager en voortgezet onderwijs volgde. In 1914 verhuisde het gezin weer, ditmaal naar Londen, waar De Gruyter de Beckenham School of Arts and Crafts en het Royal College of Art bezocht. Hij bleef in Engeland toen zijn ouders na het einde van de Eerste Wereldoorlog terugkeerden naar Nederland. In 1922 studeerde hij in Londen af als etser.
Terug in Nederland maakte hij kennis met de kunstenaar Just Havelaar, die hem aanspoorde te gaan publiceren over kunst. De Gruyter deed dat achtereenvolgens als kunstcriticus bij het Utrechts Dagblad, waar hij A.M. Hammacher opvolgde, Het Vaderland en als redacteur van het Elsevier's Geïllustreerd Maandschrift. Naast zijn bijdragen in de dag- en weekbladpers publiceerde hij artikelen, boekjes en boeken over kunstenaars en kunststromingen, waaronder het belangrijke Wezen en ontwikkeling der Europese schilderkunst na 1850. Zijn oriëntatie was zeer breed, gezien zijn publicaties over tribale kunst in Indonesië, rotstekeningen in Nieuw-Guinea en het oude schrift van de Maya in Mexico.
Van 1955 tot 1963 was hij directeur van het Groninger Museum. In de acht jaar van zijn directeurschap kwamen niet minder dan tachtig grote en kleine exposities op de vloer, waarvan een aantal baanbrekend waren en waardoor Groningen definitief op de artistieke kaart van Nederland werd gezet. Vooral het werk van het Groningse kunstenaarscollectief De Ploeg had de warme belangstelling van De Gruyter. Ook moedigde hij de schilderes Els Amman aan en verzamelde haar werk. In 1964 verleende de Rijksuniversiteit Groningen hem een eredoctoraat in de letteren voor zijn grote verdiensten voor de stad. Na zijn Groninger periode was De Gruyter tot 1965 hoofdconservator Moderne Kunst van het Gemeentemuseum in Den Haag. 
In 2004-05, vijftig jaar na zijn aantreden als directeur, herdacht het Groninger Museum De Gruyter met een overzichtstentoonstelling over zijn vernieuwende aankoopbeleid in de jaren 1955-63 onder de titel Keerpunt.

## Publicaties
- Wezen en ontwikkeling der Europese schilderkunst na 1850. Amsterdam: H.J. Paris, 1935.
- Het masker; ontstaan, betekenis, schoonheid. 's Graveland: De Driehoek, 1941.
- Bataksche plastiek, in: Cultureel Indië 3, 1941, pp. 123–132.
- Nieuw-Guineesche oerkunst (met G.L. Tichelman). Deventer: W. van Hoeve, 1944.
- A New Approach to Maya Hieroglyphs. Amsterdam: H.J. Paris, 1946.
- Het vrouwsportret in de Nederlandsche en Vlaamsche schilderkunst. Amsterdam: Van Holkema & Warendorf, 1947.
- Schouwend oog. Besprekingen en beschouwingen. Den Haag: Daamen 1955.
- Beeld en interpretatie. Den Haag: Daamen, 1964.
- De Haagse School. 2 dln. Rotterdam: Lemniscaat, 1968-1969.
- Twentieth Century Dutch Graphic Art. Amsterdam: Meulenhoff, 1969.
- Zelfportret als zeepaardje. Memoires van W. Jos. de Gruyter, bezorgd door Hans Ebbink, Peter de Ruiter, Kriszti Vákár en Alied Ottevanger (red.), 2004. ISBN 978-90-6868-369-1

## Prijzen
- 1956: Bijzondere prijs van de Jan Campert-stichting voor Schouwend oog.
- 1960: Pierre Bayle-prijs.